# Herman VI van Baden
Herman VI van Baden (circa 1226 - 4 oktober 1250) was van 1243 tot aan zijn dood markgraaf van Baden-Baden. Hij stamde uit de Badense linie van het huis Zähringen.

## Levensloop
Hij was de oudste zoon van markgraaf Herman V van Baden-Baden en Irmengard, dochter van paltsgraaf Hendrik V van de Rijn. In 1243 volgde hij zijn vader op als markgraaf van Baden-Baden.
In 1248 huwde hij met Gertrude van Oostenrijk, een nicht van het laatste mannelijke lid uit het huis Babenberg, hertog Frederik II van Oostenrijk, die in 1246 reeds was overleden. Op basis van dit huwelijk claimde Herman VI het hertogdom Oostenrijk en het hertogdom Stiermarken, waarna hij bestuur van Baden-Baden overliet aan zijn jongere broer Rudolf I. Na zijn dood in 1250 gingen de claims over naar zijn zoon Frederik I.
Herman VI kwam echter in conflict met koning Ottokar II van Bohemen over het bestuur van het hertogdom Oostenrijk. Ook Ottokar II wilde namelijk graag deze gebieden besturen en om zijn claims te legitimeren huwde hij in 1252 met Margaretha, de zus van Frederik II van Oostenrijk. Paus Innocentius IV steunde Herman VI en later zijn zoon Frederik I in zijn opeising van het hertogdom Oostenrijk, maar toch slaagde hij er niet in om hertog van Oostenrijk te worden. Dit kwam omdat de lokale adel van zowel Oostenrijk als Stiermarken Ottokar verkoos als hertog van Oostenrijk en niet Herman VI. 
Uiteindelijk zouden beide rivalen er niet in slagen om Oostenrijk te bemachtigen en in 1278 ging het hertogdom naar Rudolf I van Habsburg.

## Nakomelingen
Herman VI en Gertrude kregen volgende kinderen:
- Frederik I (1249-1268), markgraaf van Baden-Baden en hertog van Oostenrijk en Stiermarken
- Agnes (1250-1295), huwde met hertog Ulrich III van Karinthië en daarna met graaf Ulrich van Heunberg